# Amphistomus alfurorum
Amphistomus alfurorum là một loài bọ cánh cứng trong họ Bọ hung (Scarabaeidae).